# سايك (مسلسل)
هو مسلسل بوليسي كوميدي دراما.

## قصة
حلقات بوليسية كوميدية من نوعية الجرائم المثيرة تدور حول «شون» الذي تستعين به الشرطة؛ إعتقادا منهم أنه يمتلك قدرات روحانية خارقة تساعدهم على حل الجرائم، وبمساعدة صديقه «جاس» يتمكن الاثنان فعلا من حل ألغاز أعقد من الجرائم.

## الشخصيات
- جيمس روداي رودريغيز في دور شون سبنسر.
- دول هيل في دور بيرتون "غاس" غاستر.
- تيموثي أومندسون في دور المحقق كارلتون لاسيتر.
- ماجي لوسون في دور المحققة جولييت أوهارا.
- كوربن برنسن في دور هنري سبنسر، والد شون.

## الإنتاج
تم تصوير المواسم الأولى من المسلسل في مدينة فانكوفر بكندا، قبل أن يُنقل التصوير إلى لوس أنجلوس في المواسم اللاحقة.  
تميز المسلسل بأسلوب يجمع بين تحقيقات الجرائم والكوميديا الخفيفة مع إشارات ثقافية لحقبتي الثمانينيات والتسعينيات.

## جدول المواسم
| الموسم | عدد الحلقات | تاريخ العرض الأول | تاريخ العرض الأخير |
| ------ | ----------- | ----------------- | ------------------ |
| 1      | 15          | 7 يوليو 2006      | 2 مارس 2007        |
| 2      | 16          | 13 يوليو 2007     | 14 مارس 2008       |
| 3      | 16          | 18 يوليو 2008     | 20 فبراير 2009     |
| 4      | 16          | 7 أغسطس 2009      | 10 مارس 2010       |
| 5      | 16          | 14 يوليو 2010     | 22 ديسمبر 2010     |
| 6      | 16          | 12 أكتوبر 2011    | 11 أبريل 2012      |
| 7      | 14          | 27 فبراير 2013    | 15 مايو 2013       |
| 8      | 10          | 8 يناير 2014      | 26 مارس 2014       |

## الاستقبال النقدي
حظي المسلسل بإشادة نقدية إيجابية بفضل المزج بين التحقيقات البوليسية والكوميديا.  
أشاد النقاد بأداء جيمس روداي رودريغيز ودولي هيل، كما سجل المسلسل نسب مشاهدة مرتفعة خلال مواسمه الأولى، مما ساعده على الاستمرار لثمانية مواسم.

## الجوائز والترشيحات
- ترشح المسلسل لعدة جوائز أبرزها جوائز اختيار الجمهور (People's Choice Awards).
- حصل على تقييمات مرتفعة في مواقع مراجعة المسلسلات مثل Rotten Tomatoes وMetacritic.

## أفلام لاحقة
بعد انتهاء عرض المسلسل، تم إنتاج ثلاثة أفلام تلفزيونية استمرارًا لأحداث السلسلة:
- Psych: The Movie (2017)
- Psych 2: Lassie Come Home (2020)
- Psych 3: This Is Gus (2021)

## وصلات خارجية
- سايك على موقع IMDb (الإنجليزية)
- سايك على موقع ميتاكريتيك (الإنجليزية)
- سايك على موقع روتن توميتوز (الإنجليزية)
- سايك على موقع فيلمافينيتي (الإسبانية)
- سايك على موقع كينوبويسك (الروسية)
- سايك على موقع ألو سيني (الفرنسية)
- سايك على موقع قاعدة بيانات الفيلم (الإنجليزية)